# Omar Visintin
Omar Visintin (Meran, 22 oktober 1989) is een Italiaanse snowboarder. Hij vertegenwoordigde zijn vaderland op de Olympische Winterspelen 2014 in Sotsji en op de Olympische Winterspelen 2018 in Pyeongchang.

## Carrière
Visintin maakte zijn wereldbekerdebuut in maart 2008 in Chiesa in Valmalenco, een jaar later scoorde hij in Valmalenco zijn eerste wereldbekerpunten. In december 2010 behaalde in Lech am Arlberg de Italiaan zijn eerste toptienklassering in een wereldbekerwedstrijd. Op de FIS wereldkampioenschappen snowboarden 2011 in La Molina eindigde Visintin als 25e op de snowboardcross. Op 7 december 2012 boekte hij in Montafon zijn eerste wereldbekerzege. In Stoneham-et-Tewkesbury nam de Italiaan deel aan de FIS wereldkampioenschappen snowboarden 2013, op dit toernooi eindigde hij op de 22e plaats op het onderdeel snowboardcross. Tijdens de Olympische Winterspelen van 2014 in Sotsji eindigde Visintin als twaalfde op de snowboardcross. In het seizoen 2013/2014 won de Italiaan de wereldbeker snowboardcross.
Op de FIS wereldkampioenschappen snowboarden 2015 in Kreischberg eindigde Visintin als 29e op het onderdeel snowboardcross. In de Sierra Nevada nam hij deel aan de FIS wereldkampioenschappen snowboarden 2017. Op dit toernooi eindigde hij als negende op de snowboardcross. Tijdens de Olympische Winterspelen van 2018 in Pyeongchang eindigde de Italiaan als 25e op de snowboardcross.
Op de FIS wereldkampioenschappen snowboarden 2019 in Park City eindigde Visintin als achttiende op de snowboardcross, samen met Michela Moioli veroverde hij de zilveren medaille op de snowboardcross voor teams. In Idre Fjäll nam hij deel aan de FIS wereldkampioenschappen snowboarden 2021. Op dit toernooi eindigde hij als twintigste op de snowboardcross, in de landenwedstrijd eindigde hij samen met Raffaella Brutto op de zesde plaats.

## Resultaten

### Olympische Winterspelen
| Jaar | Plaats      | Resultaten         |
| ---- | ----------- | ------------------ |
| 2014 | Sotsji      | 12e Snowboardcross |
| 2018 | Pyeongchang | 25e Snowboardcross |

### Wereldkampioenschappen
| Jaar | Plaats        | Resultaten                                |
| ---- | ------------- | ----------------------------------------- |
| 2011 | La Molina     | 25e Snowboardcross                        |
| 2013 | Stoneham      | 22e Snowboardcross                        |
| 2015 | Kreischberg   | 29e Snowboardcross                        |
| 2017 | Sierra Nevada | 9e Snowboardcross                         |
| 2019 | Park City     | 18e Snowboardcross · Snowboardcross team  |
| 2021 | Idre Fjäll    | 20e Snowboardcross 6e Snowboardcross team |

### Wereldbeker
Eindklasseringen
| Seizoen   | Algm | SBX    |
| --------- | ---- | ------ |
| 2008/2009 | 336e | 85e    |
| 2009/2010 | 314e | 75e    |
| 2010/2011 | 43e  | 20e    |
| 2011/2012 | –    | 22e    |
| 2012/2013 | –    | Brons  |
| 2013/2014 | –    | Goud   |
| 2014/2015 | –    | 9e     |
| 2015/2016 | –    | 10e    |
| 2016/2017 | –    | Zilver |
| 2017/2018 | –    | 5e     |
| 2018/2019 | –    | Zilver |
| 2019/2020 | –    | Brons  |

Wereldbekerzeges
| Datum            | Plaats           | Onderdeel      |
| ---------------- | ---------------- | -------------- |
| 7 december 2012  | Montafon         | Snowboardcross |
| 12 januari 2014  | Andorra la Vella | Snowboardcross |
| 22 december 2017 | Cervinia         | Snowboardcross |
| 20 januari 2018  | Erzurum          | Snowboardcross |
| 25 januari 2020  | Big White        | Snowboardcross |
| 5 maart 2021     | Bakoeriani       | Snowboardcross |